# Expedition 54
Expedition 54 è stata la 54ª missione di lunga durata verso la Stazione spaziale internazionale, iniziata il 14 dicembre 2017 con lo sgancio della Sojuz MS-05. Il 19 dicembre la Sojuz MS-07 attraccò alla ISS, riportando a sei il numero dei membri dell'equipaggio. La missione si concluse il 27 febbraio 2018 con lo sgancio della Sojuz MS-06.

## Equipaggio
| Ruolo               | Dicembre 2017                              | Dicembre – Febbraio 2018                   |
| ------------------- | ------------------------------------------ | ------------------------------------------ |
| Comandante          | Aleksandr Misurkin, Roscosmos Secondo volo | Aleksandr Misurkin, Roscosmos Secondo volo |
| Ingegnere di volo 1 | Mark Vande Hei, NASA Primo volo            | Mark Vande Hei, NASA Primo volo            |
| Ingegnere di volo 2 | Joseph Acaba, NASA Terzo volo              | Joseph Acaba, NASA Terzo volo              |
| Ingegnere di volo 3 |                                            | Anton Škaplerov, Roscosmos Terzo volo      |
| Ingegnere di volo 4 |                                            | Scott Tingle, NASA Primo volo              |
| Ingegnere di volo 5 |                                            | Norishige Kanai, JAXA Primo volo           |

## Missione

### Lancio e attracco della SpaceX CRS-13

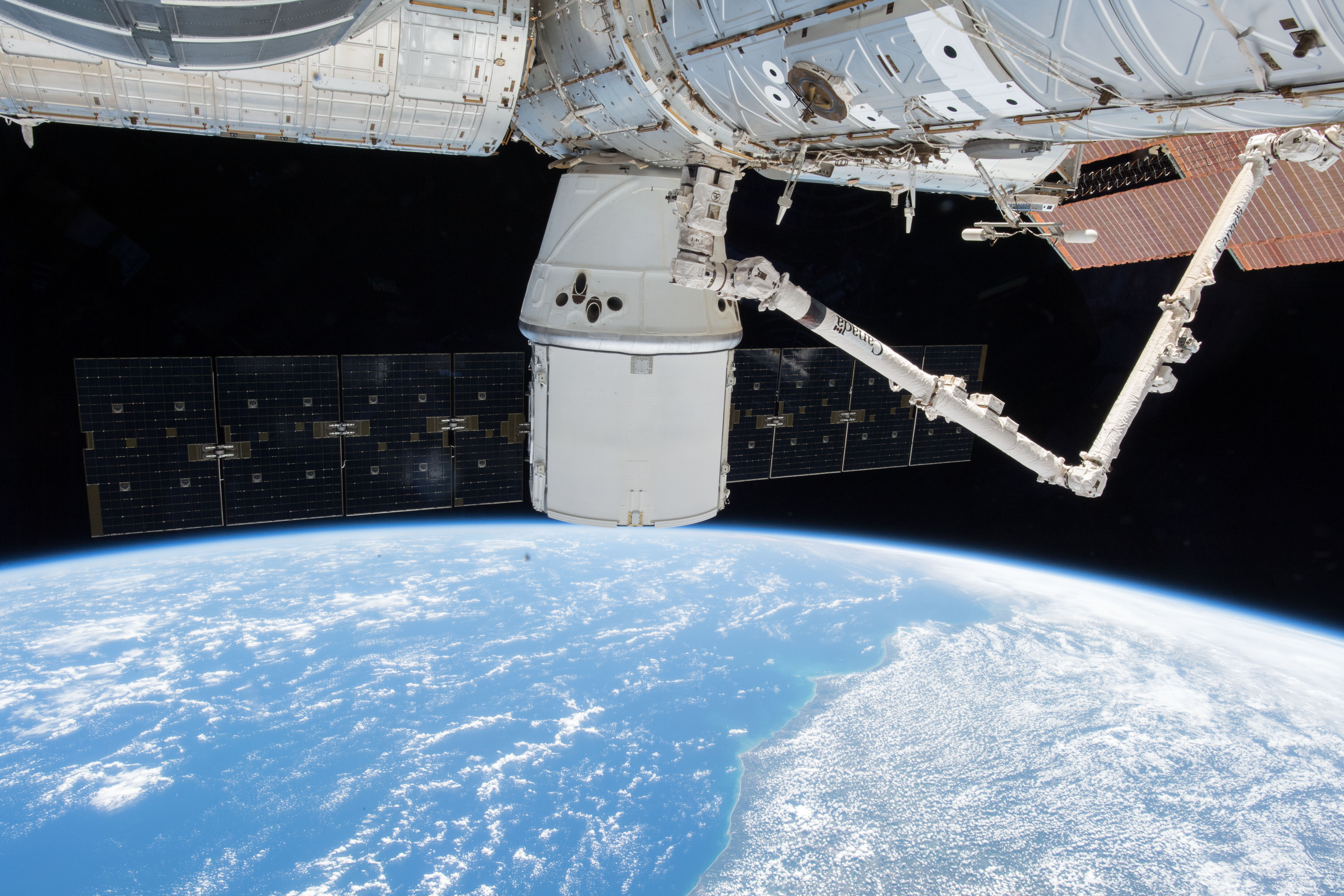
La SpaceX CRS-13 agganciata al boccaporto nadir di Harmony

Il 15 dicembre 2017 venne lanciata la tredicesima missione di rifornimento di SpaceX (SpaceX CRS-13) verso la Stazione Spaziale Internazionale. La navicella Dragon carica di 2170 kg di esperimenti scientifici, provviste per l'equipaggio e hardware arrivò alla ISS due giorni dopo, il 17 dicembre, quando l'astronauta Vande Hei con l'assistenza di Acaba la catturò con il braccio robotico canadese Canadarm2. Dopo che i controllori di volo la agganciarono al boccaporto nadir di Harmony nelle ore successive, l'equipaggio poté aprire il portello e scaricare il carico a bordo. Del carico, quello più significativo era costituito da Made in Space Fiber Optics, Space Debris Sensor, Total and Spectral Solar Irradiance Sensor (TSIS-1), Biorasis - Glucose Biosensor e ACE-T-7. La Dragon rimase un mese a bordo della ISS, sino al 13 gennaio 2018.

### Lancio e attracco della Sojuz MS-07
Il veicolo spaziale Sojuz MS-07 con a bordo il comandante Škaplerov, Tingle e Kanai fu lanciato il 17 dicembre dal Cosmodromo di Bajkonur. Dopo due giorni di viaggio, il 19 dicembre 2017, usando il profilo di volo lento, la Sojuz MS-07 attraccò autonomamente al boccaporto di Rassvet del Segmento russo. Con l'arrivo dei nuovi membri dell'equipaggio, il numero degli abitanti della Stazione Spaziale Internazionale ritornò a sei persone. Škaplerov, Tigle e Kanai rimasero sulla ISS per le Expedition 54 e 55, facendo ritorno sulla Terra il 3 giugno 2018, dopo 168 giorni di missione.

### Sgancio della Progress MS-06
La navicella cargo Progress MS-06, arrivata alla Stazione Spaziale Internazionale nel giugno 2017, si sganciò dal boccaporto posteriore di Zvezda il 28 dicembre. Carica di rifiuti, rientrò in atmosfera poche ore dopo, andando bruciata insieme al suo carico sopra l'Oceano Pacifico. Durante la sua permanenza a bordo, i controllori a Terra accesero acceso diverse volte i suoi propulsori per modificare l'orbita della ISS in vista dell'arrivo o della partenza dei veicoli spaziali.

### Sgancio della SpaceX CRS-13
Dopo un mese di permanenza a bordo, la navicella Dragon SpX CRS-13 venne sganciata dai controllori di volo il 13 gennaio 2018 sotto la supervisione dell'astronauta Tingle. Al suo interno gli astronauti avevano inserito i campioni degli esperimenti svolti a bordo durante la sua permanenza e delle attrezzature da consegnare a Terra; la Dragon infatti, a differenza degli altri veicoli cargo, era capace di rientrare in atmosfera e ammarare senza riportare danni a se stessa e al suo carico, essendo essa dotata di scudo termico e paracadute.

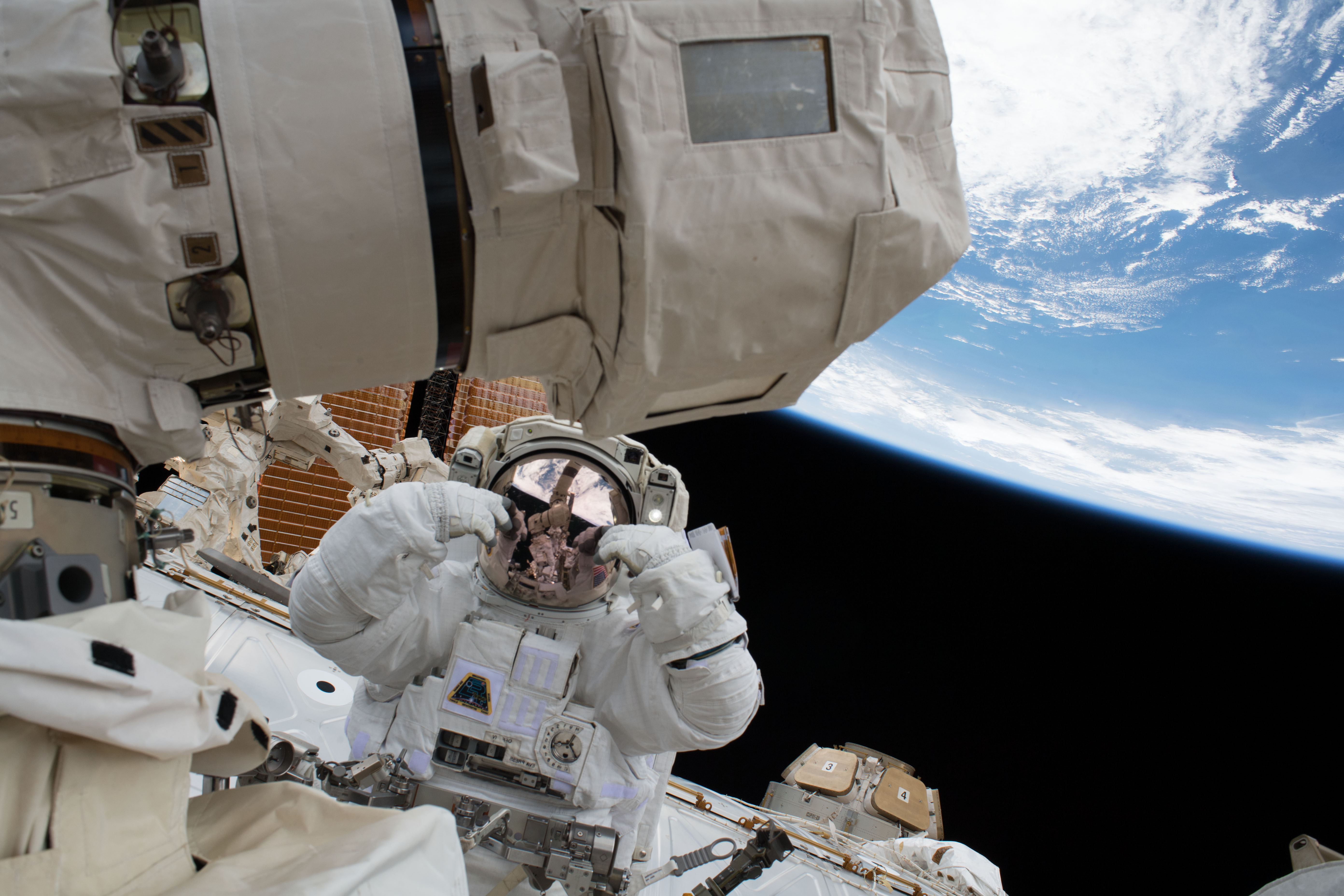
Tingle durante la prima EVA dell'Expedition 54

### EVA 1 (USOS 47)
Il 23 gennaio Vande Hei (EV1) e Tingle (EV2) svolsero la prima attività extraveicolare dell'Expedition 54, della durata di 7 ore e 24 minuti. Durante l'EVA venne sostituito uno dei due latching end effectors (LEE) del Canadarm2, che stava iniziando a sviluppare degradazione. Durante l'avvio del nuovo LEE-B venne visualizzato un errore di comando di stato relativo alla serie primaria di comunicazioni. Dopo che l'equipaggio EVA scollegò e ricollegò i connettori, i controllori furono in grado di alimentare con successo la serie secondaria, ma continuarono comunque a ricevere l'errore di comando di stato sulla serie primaria. Il nuovo LEE venne considerato temporaneamente operativo, nonostante la mancanza di una serie per rendere ridondanti le comunicazioni. Alla fine dell'EVA venne deciso dalla NASA e dalla Agenzia spaziale canadese (CSA) di usare l'attività extraveicolare programmata per il 29 gennaio per reinstallare il LEE difettoso sperando di risolvere il problema alla serie primaria. Nei giorni successivi comunque riuscirono a risolvere il problema aggiornando il software, senza bisogno di svolgere l'EVA.

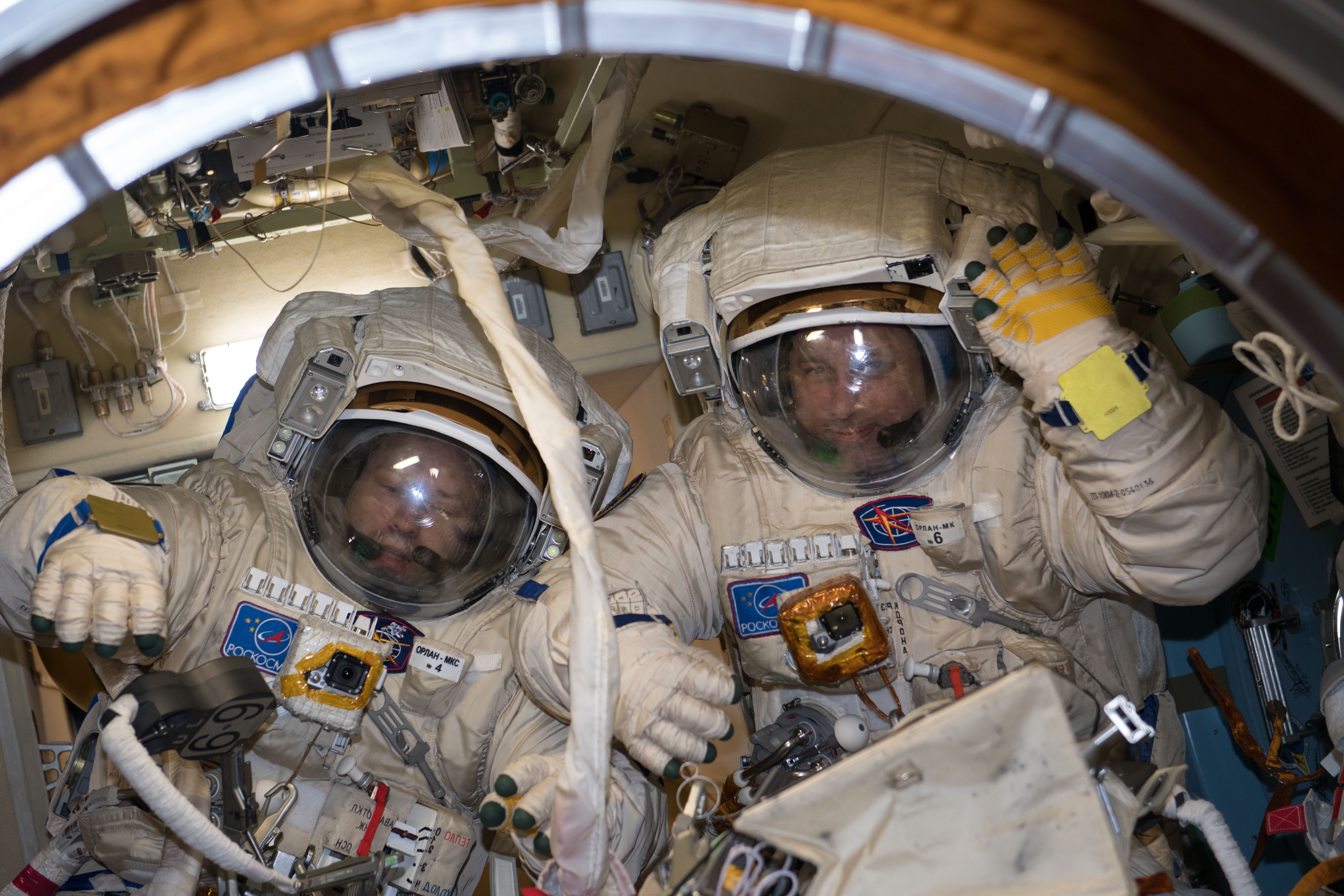
Misurkin e Škaplerov durante il controllo delle tute Orlan prima dell'EVA 2

### EVA 2 (VDK 44)
La seconda attività extraveicolare della missione venne svolta dai cosmonauti Misurkin (EV1) e Škaplerov (EV2) il 2 febbraio. Durante l'EVA venne rimosso e espulso il ricevitore radio ShA-317A-II per l'antenna di comunicazione ad alto guadagno "Lira" all'esterno del modulo di servizio Zvezda, e installata una scatola elettrica migliorata per le comunicazioni tra il Centro di controllo missione russo e il segmento russo della ISS. La scatola elettrica migliorata permise la trasmissione bidirezionale delle comunicazioni 24 ore su 24 dal segmento russo della ISS alle stazioni di tracciamento a terra attraverso i satelliti russi Luch. Infine recuperarono gli esperimenti "Biorisk" e "Test" situati all'esterno del modulo Pirs. Restando 8 ore e 13 minuti all'esterno della ISS, i cosmonauti batterono il precedente record di EVA russa più lunga di 8 ore e 7 minuti, detenuta da Oleg Kotov e Sergej Rjazanskij dell'Expedition 38 del 27 dicembre 2013.

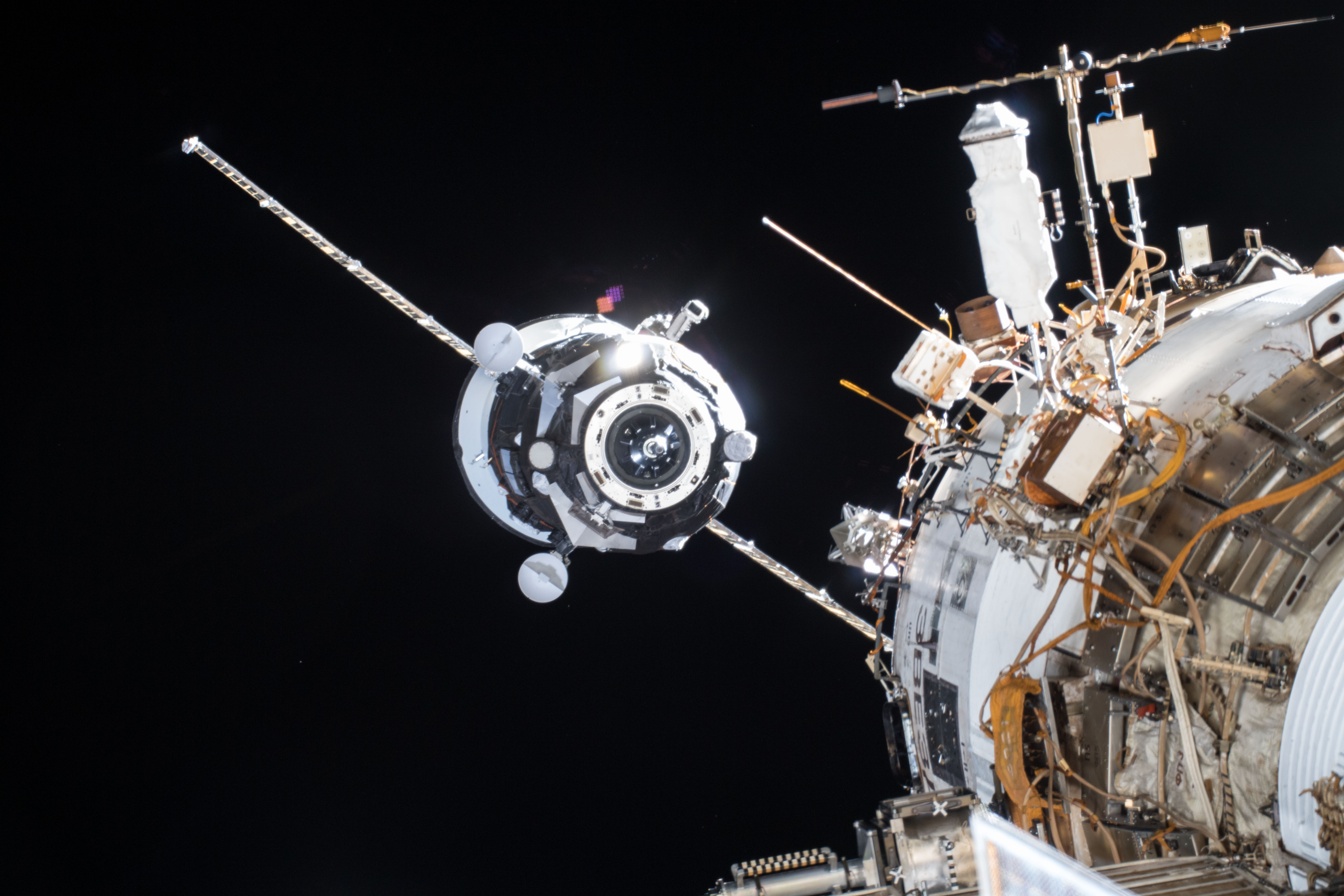
La Progress MS-08 si avvicina alla Stazione spaziale internazionale durante l'attracco automatico

### Lancio e attracco della Progress MS-08
Dopo essere stato rinviato di due giorni per problemi tecnici, il lancio della navicella cargo russa Progress MS-08 avvenne con successo il 13 febbraio dal Cosmodromo di Bajkonur in Kazakistan. Attraccò autonomamente due giorni dopo al boccaporto posteriore di Zvezda del Segmento russo, dove rimase agganciata per quasi sei mesi. A bordo erano presenti 2500 kg di carico, di cui 1390 kg di provviste per l'equipaggio (cibo, vestiti, dispositivi medici, strumenti di igiene personale), 890 kg di propellente, 420 kg di acqua per i serbatoi del sistema Rodnik, 46 kg di ossigeno compresso, e hardware vario.

### EVA 3 (USOS 48)
L'EVA 3 avvenne il 16 febbraio quando Vande Hei (EV1) e Kanai (EV2) uscirono dalla Stazione Spaziale Internazionale per quasi sei ore. Durante l'EVA vennero spostati due Latching End Effector (LEE) del Canadarm2; il primo da un dal carrello del Mobile Base System della ISS all'interno del airlock Quest, il secondo LEE era quello rimosso nell'EVA 1 della Expedition 54 e venne spostato dall'esterno dell'airlock alla sua posizione a lungo termine, come pezzo di ricambio. Mentre il secondo LEE era vecchio ma funzionante, il primo LEE venne sostituito durante l'Expedition 53 nell'ottobre 2017 perché mal funzionante e perciò fece successivamente ritorno sulla Terra per essere riparato e rilanciato sulla ISS come ricambio.
La terza EVA, inizialmente prevista per il 29 gennaio, venne posticipata per i problemi riscontrati nell'EVA1. La CSA e i suoi specialisti robotici, dopo aver sviluppato una patch diagnostica del software, capirono che il problema non era a livello di hardware e che sarebbe stato possibile risolverlo implementando il software. Il test di verifica effettuato il 27 gennaio a seguito dell'implementazione andò a buon fine.

### Cambio di comando Misurkin – Škaplerov
La sera del 26 febbraio 2018 il comandante dell'Expedition 54 Misurkin passò il comando della ISS al connazionale e comandante dell'Expedition 55 Škaplerov. L'Expedition 54 si concluse ufficialmente il 27 febbraio 2018 alle 23:08 UTC al momento dello sgancio della Sojuz MS-06 con a bordo Misurkin, Vande Hei e Acaba, dando inizio all'Expedition 55.

## Galleria d'immagini

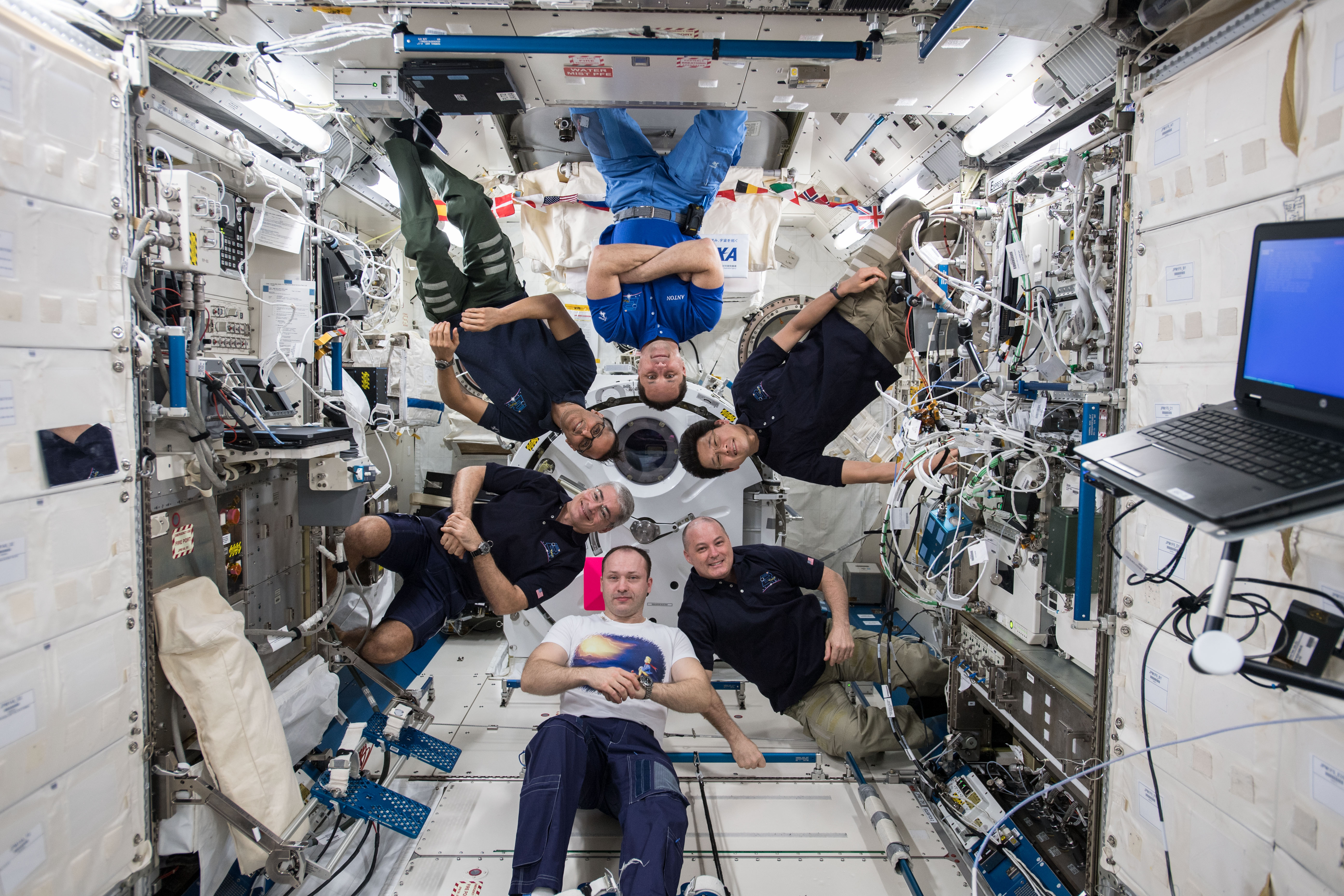
Foto dell'equipaggio
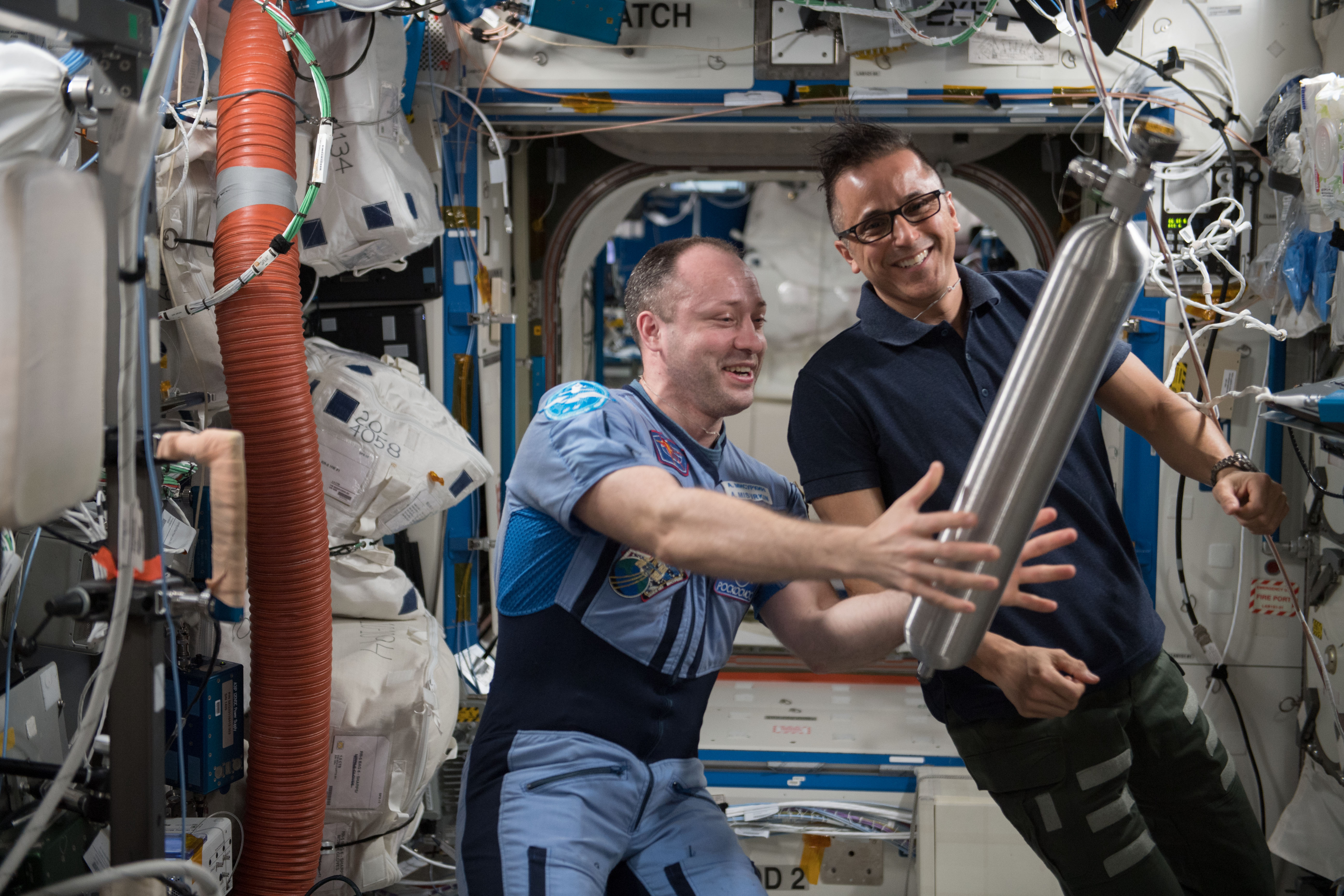
Misurkin e Acaba lavorano al Combustion Integrated Rack (CIR)
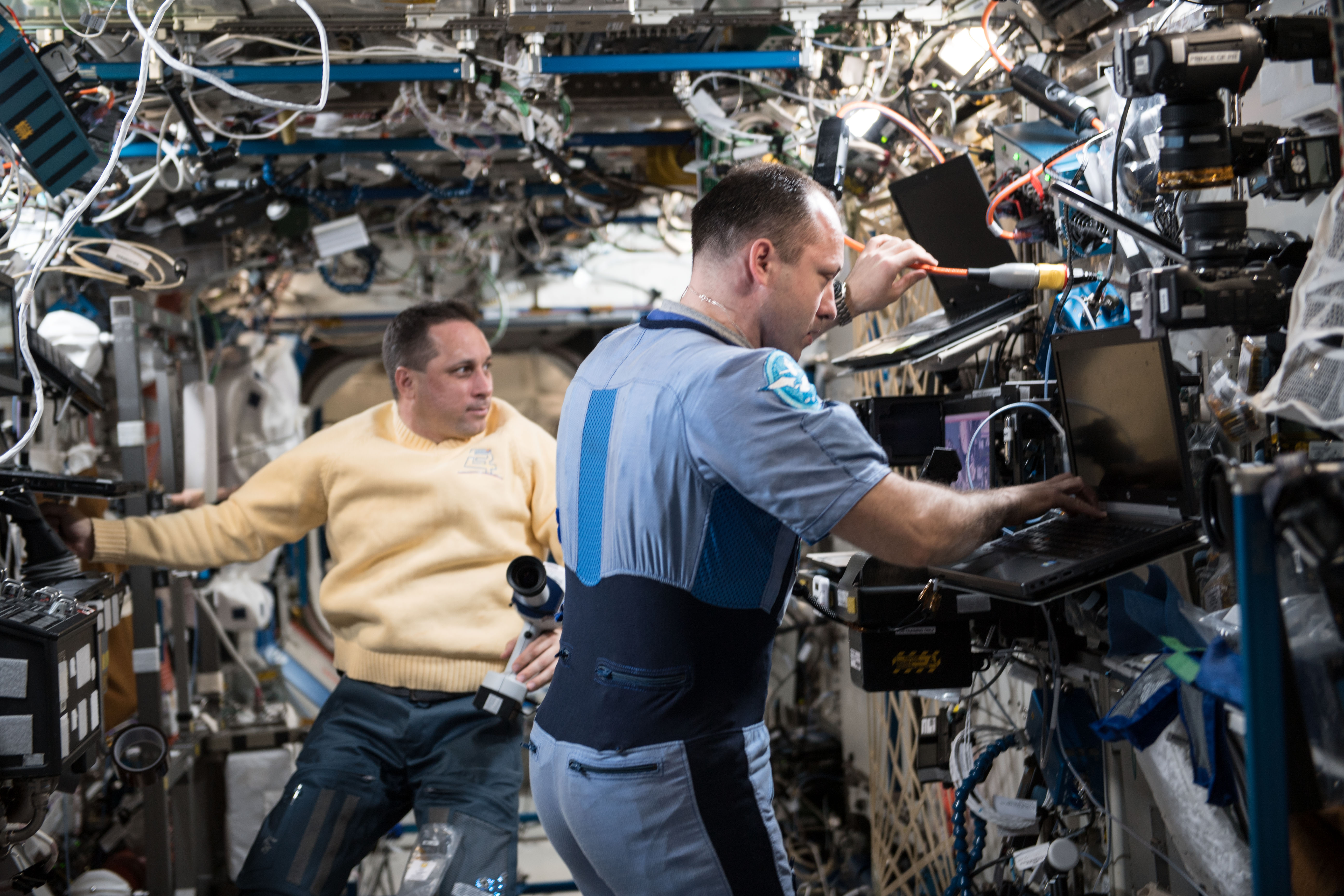
Škaplerov e Misurkin lavorano nel modulo Destiny
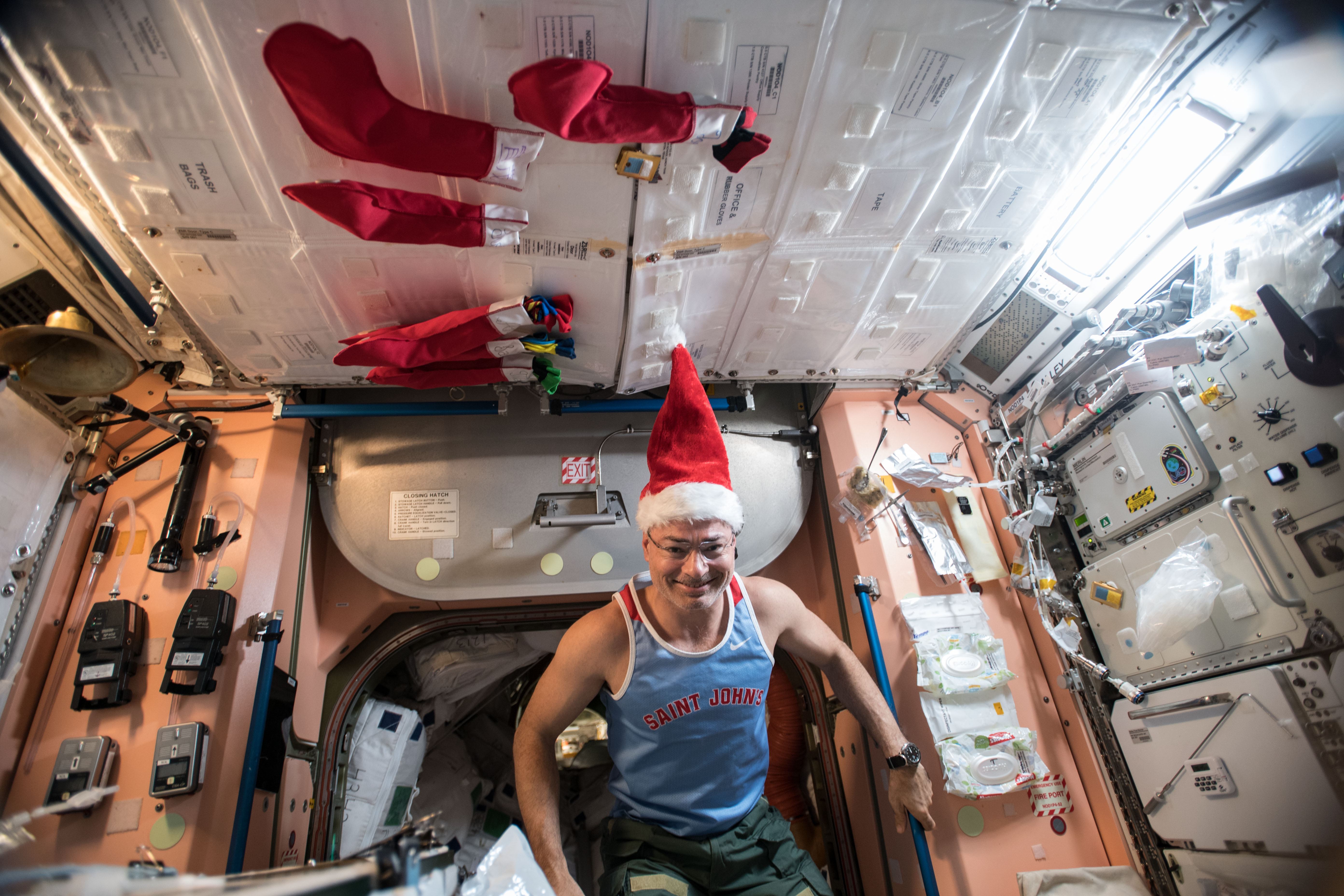
Vande Hei alla vigilia di natale 2017
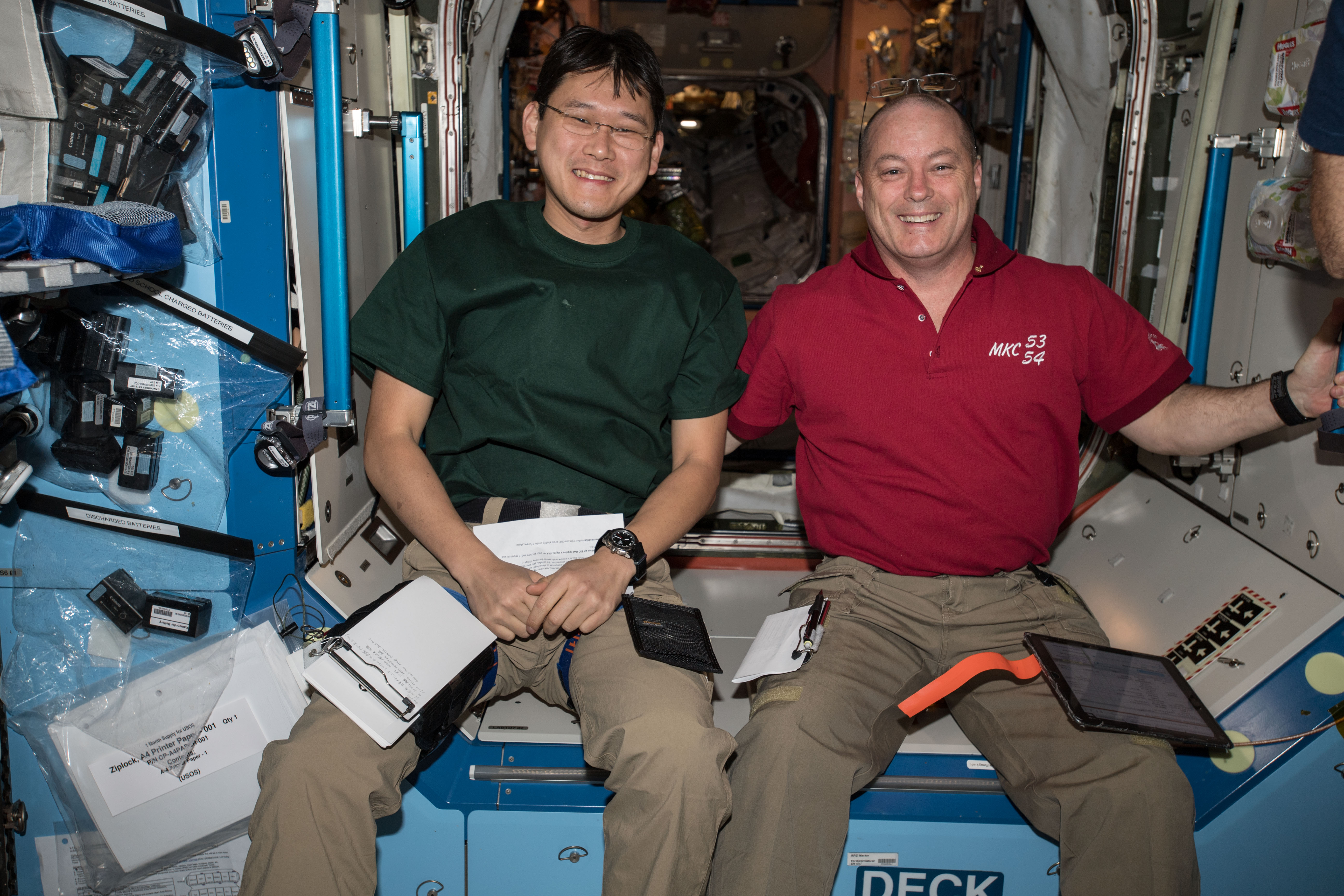
Kanai e Tingle lavorano nel modulo Destiny
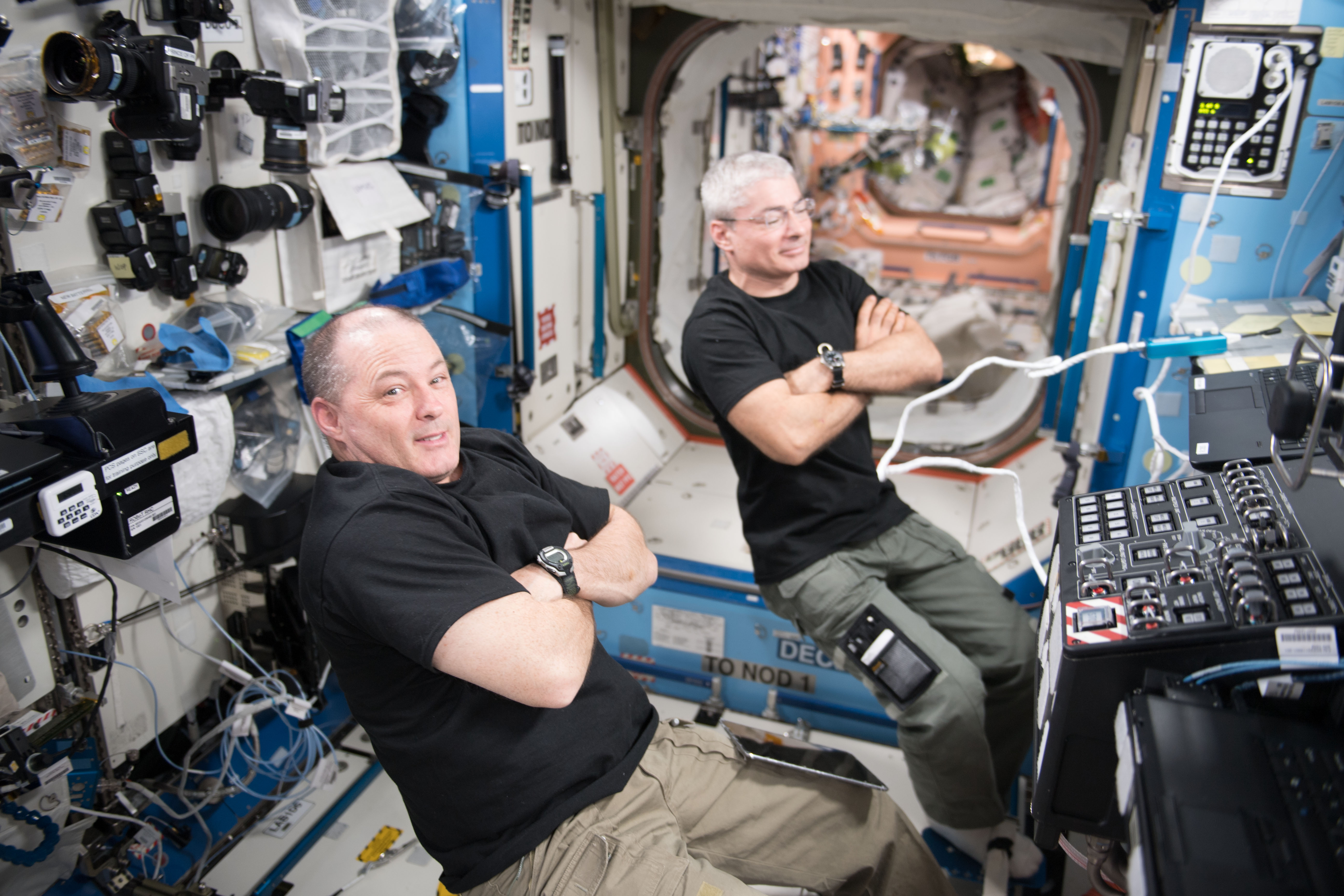
Tingle e Vande Hei nel modulo Destiny